# أندريس برييتو
أندريس برييتو (بالإسبانية: Andrés Prieto Albert) هو لاعب كرة قدم إسباني في مركز حراسة المرمى، ولد في 17 أكتوبر 1993 في لقنت في إسبانيا. لعب مع إسبانيول وريال مدريد ج وريال مدريد كاستيا وريال مدريد.

## وصلات خارجية
- أندريس برييتو على موقع قاعدة بيانات كرة القدم.إي يو (الإنجليزية)
- أندريس برييتو على موقع Soccerbase.com (لاعب) (الإنجليزية)
- أندريس برييتو على موقع Soccerway.com (الإنجليزية)
- أندريس برييتو على موقع عالم كرة القدم.نت (الإنجليزية)
- أندريس برييتو على موقع AS.com (الإسبانية)